# لاريسا راموس
لاريسا راموس  (بالإنجليزية: Larissa Ramos) (ولدت في 4 فبراير 1989، في ماناوس، أمازوناس، البرازيل) هي ملكة جمال برازيلية وشخصية عامة حامل لقب مسابقة ملكة جمال البرازيل عامي 2009 و ملكة جمال الأرض 2009 وهي ثاني برازيلية تفوز باللقب.